# Helge Berglund
För andra betydelser, se Helge Berglund (olika betydelser).
Johan Helge Berglund, född 25 juli 1907 i Stockholm, död 14 mars 1980 i Stockholm, var en svensk socialdemokratisk politiker och direktör för AB Storstockholms Lokaltrafik, samt idrottsledare.

## Biografi
Berglund avlade studentexamen 1927, diplomerades från Socialinstitutet 1931 och blev juris kandidat 1937. Han inträdde i Stockholms stads tjänst 1930, blev amanuens vid Stockholms statistiska kontor 1931, aktuarie 1937, förste aktuarie vid Stockholms stadskansli, handboksavdelningen, 1939 och sekreterare 1940. Han  var nära medarbetare till finansborgarrådet Zeth Höglund som finanssekreterare 1941–1946, efterträdde Yngve Larsson som trafik- och stadsbyggnadsborgarråd 1946–1965. 
Berglund tillhörde stadsfullmäktige i Sundbybergs stad 1934–1946, i Stockholms stad från 1950, var vice ordförande i drätselkammaren 1940–1946, ordförande i byggnadsnämnden 1944–1946 och 1954–1958, ordförande i gatunämnden, idrotts- och friluftsstyrelsen, kyrkogårdsnämnden och civilförsvarsnämnden fån 1946 och i regionplanenämnden av Stockholmstraktens regionplaneförbund 1951–1955. Han var verkställande direktör för AB Stockholms Spårvägar från 1965, vilket ombildades till dagens AB Storstockholms Lokaltrafik 1967. Berglund kvarstod på VD-posten fram till årsskiftet 1972/73. Mellan 1960 och 1965 var han styrelseordförande i kommunägda Gekonsult.
Berglund var som borgarråd djupt involverad i det myckna nybyggandet av hus och trafiklösningar som skedde i Stockholm under 1940-, 50- och 60-talen, i samband med utbyggnad av tunnelbanan och Norrmalmsregleringen; bland annat från 1951 i rollen som ordförande för Nedre Norrmalmsdelegationen.
År 1961 lät Berglund tippa orenat rötslam i Östersjön. Tidningsrubriker berättade att han borstade tänderna i det av slam kontaminerade vattnet för att visa att det var ofarligt. Endast högerpartisten Thyra Bratt och kommunisten/vänsterpartisten läkaren John Takman opponerade sig i stadsfullmäktige. De blev hånade men deras ansträngningar resulterade i att slamtippningen upphörde.
Berglund var även ordförande i Svenska Ishockeyförbundet mellan oktober 1948 och september 1973, en tid som präglas av stark utveckling av ishockeysporten i Sverige. Åren 1968–1970 var han ledamot i Sveriges riksdags första kammare.
Han ligger begravd i Sundbyberg.